# Enrique Pastor y de Gana
Enrique Pastor de Gana (Madrid, 15 de enero de 1948), es un antiguo diplomático español.

## Carrera diplomática
Licenciado en Derecho, ingresó en 1974 en la carrera diplomática. 
Estuvo destinado en las representaciones diplomáticas en Túnez y ante la Organización de Estados Americanos. Fue subdirector general de Asuntos Internacionales de Seguridad, vicepresidente de la Sección Española del Comité Hispano-Norteamericano y consejero en la Embajada de España en Washington, prestando servicio a la Casa Real. En 1996 fue nombrado director del Departamento de Protocolo de la Presidencia del Gobierno y, posteriormente, embajador de España en Irlanda. Antes de ser nombrado embajador en Hungría, era vocal asesor en la Inspección General de Servicios del Ministerio de Asuntos Exteriores y de Cooperación.
Ha sido embajador de España en la República de Irlanda (2000-2004); Hungría (2009-2014); y Dinamarca (2014-2018).